# Жук Сергій Іванович
Сергій Іванович Жук (нар. 18 грудня 1958, Ватутіне) — українсько-американський історик.

## Біографія
1981 р. — закінчив історичний факультет Дніпропетровського державного університету.
З 1977 до 1986 року працював диск-жокеєм на різних танцмайданчиках та вчителем історії в загальноосвітніх школах Дніпропетровська і Ватутіного.
В 1986 році провів три місяці в Чорнобильській зоні як резервіст-офіцер.
З 1986 до 1997 року працював викладачем кафедри загальної історії Дніпропетровського державного університету.
1987 р. — захистив кандидатську роботу зі спеціальності «Історія США» в Москві, в Інституті загальної історії Академії наук СРСР під науковим керівництвом Миколи Болховітінова.
В березні 1996 року захистив в Дніпропетровському національному університеті докторську дисертацію про соціальну історію «середніх» колоній британської Америки (Нью-Йорка, Пеннсильванії, Нью-Джерсі)
1997 р. — переїхав до США і в 2002 році захистив докторську дисертацію про українських селян-євангелістів XIX ст. в Університеті Джонса Гопкінса під науковим керівництвом Джефрі Брукса.
З 1997 року він викладає американську колоніальну історію, російську, українську, радянську історію в Університеті Джонса Гопкінса, Пенсильванському та Колумбійському університетах.
З липня 2016 року отримав постійну посаду професора східноєвропейської та російської історії в Університеті Бола в штаті Індіана, США.

## Праці
- Традиционализм против капитализма: Социальная история ранней Америки. — Днепропетровск: Изд-во ДГУ, 1992. — 96 с.
- Смешение и параллельная адаптация культур: Начало колонизации среднеатлантического региона США. — Днепропетровск: Изд-во ДГУ, 1993. — 88 с.
- От «внутреннего света» к «новому Ханаану»: Квакерское общество «срединных» колоний. — Днепропетровск: Изд-во ДГУ, 1995. — 89 с.
- Russia's Lost Reformation: Peasants, Millennialism, and Radical Sects in Southern Russia and Ukraine, 1830—1917. — Washington, D.C.: Woodrow Wilson Center Press, and Baltimore, MD: The Johns Hopkins University Press, 2004. — 480 p.
- Rock and Roll in the Rocket City. The West, Identity, and Ideology in Soviet Dniepropetrovsk, 1960—1985. — Washington, D.C.: Woodrow Wilson Center Press, and Baltimore, MD: The Johns Hopkins University Press, 2010 (Paperback edition: 2017). — 464 p.
- Nikolai Bolkhovitinov and American Studies in the USSR. People's Diplomacy in the Cold War. — Lanham, MD: Rowman & Littlefield: Lexington Books, 2017. — 294 p.
- Soviet Americana: The Cultural History of Russian and Ukrainian Americanists. — London and New York: I.B. Tauris, 2018. — 352 p.
- KGB Operations against the USA and Canada in Soviet Ukraine, 1953–1991. New York:Routledge Histories of Central and Eastern Europe, 2022.